# Gerichte in der Rheinprovinz
Dieser Artikel beschreibt die Gerichtsorganisation in der preußischen Rheinprovinz bzw. den 1815 gebildeten Vorgängerprovinzen Großherzogtum Niederrhein und Jülich-Kleve-Berg.

## Von der Gründung der Rheinprovinz bis zum Gerichtsverfassungsgesetz
Die Rheinprovinz zerfiel in Bezug auf die Gerichtsorganisation in zwei Teile. Der linksrheinische Teil sowie das ehemalige Großherzogtum Berg war von französischem Recht und französischer Gerichtsbarkeit geprägt, der rechtsrheinische Teil durch eine Vielzahl unterschiedlicher Rechtstraditionen. Im Herzogtum Kleve wurde die alte preußische Rechtsordnung und Gerichtsorganisation wieder hergestellt, in den ehemals nassauischen Gebieten die Nassauische Gerichtsorganisation. Die ehemals Solmsschen Ämter sowie das Stadtgericht in Wetzlar vervollständigten die Gerichte rechts des Rheins.
Für die bisherige Gerichtsorganisation siehe Gerichtsorganisation des Linken Rheinufers und Gerichtsorganisation im Großherzogtum Berg und Gerichtsorganisation im Großherzogtum Frankfurt (für die Exklave Wetzlar).

### Linke Rheinseite und Berg

#### Ordentliche Gerichtsbarkeit

##### 1814 bis 1820
Mit dem Ersten Pariser Frieden musste Frankreich am 30. Mai 1814 die in den Koalitionskriegen gewonnenen Gebiete abtreten und erhielt seine Grenzen von 1792 wieder. Auf der rechten Rheinseite wurden die Herzogtümer Berg und Kleve im französischen Satellitenstaat Großherzogtum Berg zusammengefasst. Auch dieses wurde 1814 von den Alliierten erobert. Preußen erhielt große Teile dieser Gebiete.
Schon zwischen Ende 1813 und Mai 1814 übernahmen zivile Generalgouverneure im Auftrag der Verbündeten die Verwaltung in den eroberten Gebieten. Auf der Grundlage der vorgefundenen, französischen Verwaltungs- und Justizverfassung sollte die Ordnung aufrechterhalten werden. Die bisherigen Friedensgerichte blieben bestehen, die Tribunale 1. Instanz wurden lediglich in „Kreisgerichte“ umbenannt. Als obere Gerichte bestanden:
- Revisionshof Koblenz (eingerichtet am 6. Mai 1814[1], aufgelöst zum 14. Juli 1819[2])
- Kassationshof Düsseldorf (eingerichtet am 11. Februar 1814[3], aufgelöst zum 15. Juli 1819[4])

Darunter bestanden drei Appellationsgerichtshöfe:
- Appellationsgerichtshof Düsseldorf (dem Kassationshof Düsseldorf untergeordnet)
- Appellationsgerichtshof Köln (dem Revisionshof Koblenz untergeordnet)
- Appellationsgerichtshof Trier (dem Revisionshof Koblenz untergeordnet)

Den Appellationsgerichtshöfen waren die Kreisgerichte und Handelsgerichte untergeordnet:
| Kreis-/Handelsgericht         | Sitz             | Appellationsgericht                | Anmerkungen |
| ----------------------------- | ---------------- | ---------------------------------- | --- |
| Kreisgericht Düsseldorf       | Düsseldorf       | Appellationsgerichtshof Düsseldorf | |
| Kreisgericht Mülheim am Rhein | Mülheim am Rhein | Appellationsgerichtshof Düsseldorf | Aufgelöst zum 30. September 1819. Aufnehmendes Gericht war Köln                                                                                           |
| Handelsgericht Elberfeld      | Elberfeld        | Appellationsgerichtshof Düsseldorf | |
| Kreisgericht Aachen           | Aachen           | Appellationsgerichtshof Köln       | |
| Kreisgericht Köln             | Köln             | Appellationsgerichtshof Köln       | |
| Kreisgericht Bonn             | Bonn             | Appellationsgerichtshof Köln       | Aufgelöst zum 14. Juli 1819. Aufnehmende Gerichte waren Koblenz und Köln.                                                                                 |
| Kreisgericht Malmedy          | Malmedy          | Appellationsgerichtshof Köln       | Aufgelöst zum 14. Oktober 1819. Aufnehmendes Gericht war Aachen                                                                                           |
| Kreisgericht Krefeld          | Krefeld          | Appellationsgerichtshof Köln       | Aufgelöst ab 20. Juli 1820. Aufnehmende Gerichte waren die Landgerichte Düsseldorf, Kleve und Aachen                                                      |
| Kreisgericht Kleve            | Kleve            | Appellationsgerichtshof Köln       | |
| Handelsgericht Köln           | Köln             | Appellationsgerichtshof Köln       | |
| Handelsgericht Aachen         | Aachen           | Appellationsgerichtshof Köln       | |
| Handelsgericht Krefeld        | Krefeld          | Appellationsgerichtshof Köln       | |
| Kreisgericht Trier            | Trier            | Appellationsgerichtshof Trier      | |
| Kreisgericht Echternach       | Echternach       | Appellationsgerichtshof Trier      | |
| Kreisgericht Kusel            | Kusel            | Appellationsgerichtshof Trier      | war nicht preußisch, wurde im März 1816 aufgelöst |
| Kreisgericht St. Wendel       | St. Wendel       | Appellationsgerichtshof Trier      | 1817 ab 10. Februar Übergang von Teilen des Bezirks an Fürstentum Lichtenberg, preußisch bleibende Teile auf Kreisgerichte Trier und Saarbrücken verteilt |
| Kreisgericht Saarbrücken      | Saarbrücken      | Appellationsgerichtshof Trier      | Aufgelöst am 1. Oktober 1819. Aufnehmendes Gericht war Trier                                                                                              |
| Kreisgericht Simmern          | Simmern          | Appellationsgerichtshof Trier      | Aufgelöst zum 31. Juli 1820 |
| Kreisgericht Koblenz          | Koblenz          | Appellationsgerichtshof Trier      | |
| Kreisgericht Prüm             | Prüm             | Appellationsgerichtshof Trier      | Aufgelöst am 10. Oktober 1819. Aufnehmende Gerichte waren Trier und Aachen                                                                                |
| Handelsgericht Koblenz        | Koblenz          | Appellationsgerichtshof Trier      | |
| Handelsgericht Trier          | Trier            | Appellationsgerichtshof Trier      | |

Den Kreisgerichten waren die Friedensgerichte untergeordnet:
| Friedensgericht                        | Sitz                   | Kreisgericht                  | Anmerkungen |
| -------------------------------------- | ---------------------- | ----------------------------- | ----------- |
| Friedensgericht Düsseldorf             | Düsseldorf             | Kreisgericht Düsseldorf       |             |
| Friedensgericht Ratingen               | Ratingen               | Kreisgericht Düsseldorf       |             |
| Friedensgericht Mettmann               | Mettmann               | Kreisgericht Düsseldorf       |             |
| Friedensgericht Richrath               | Richrath               | Kreisgericht Düsseldorf       |             |
| Friedensgericht Opladen                | Opladen                | Kreisgericht Düsseldorf       |             |
| Friedensgericht Velbert                | Velbert                | Kreisgericht Düsseldorf       |             |
| Friedensgericht Elberfeld              | Elberfeld              | Kreisgericht Düsseldorf       |             |
| Friedensgericht Barmen                 | Barmen                 | Kreisgericht Düsseldorf       |             |
| Friedensgericht Ronsdorf               | Ronsdorf               | Kreisgericht Düsseldorf       |             |
| Friedensgericht Lennep                 | Lennep                 | Kreisgericht Düsseldorf       |             |
| Friedensgericht Wermelskirchen         | Wermelskirchen         | Kreisgericht Düsseldorf       |             |
| Friedensgericht Solingen               | Solingen               | Kreisgericht Düsseldorf       |             |
| Friedensgericht Wipperfürth            | Wipperfürth            | Kreisgericht Düsseldorf       |             |
| Friedensgericht Mülheim                | Mülheim                | Kreisgericht Mülheim am Rhein |             |
| Friedensgericht Bensberg               | Bensberg               | Kreisgericht Mülheim am Rhein |             |
| Friedensgericht Siegburg               | Siegburg               | Kreisgericht Mülheim am Rhein |             |
| Friedensgericht Hennef                 | Hennef                 | Kreisgericht Mülheim am Rhein |             |
| Friedensgericht Königswinter           | Königswinter           | Kreisgericht Mülheim am Rhein |             |
| Friedensgericht Lindlar                | Lindlar                | Kreisgericht Mülheim am Rhein |             |
| Friedensgericht Gummersbach            | Gummersbach            | Kreisgericht Mülheim am Rhein |             |
| Friedensgericht Homburg                | Homburg                | Kreisgericht Mülheim am Rhein |             |
| Friedensgericht Waldbroel              | Waldbroel              | Kreisgericht Mülheim am Rhein |             |
| Friedensgericht Eitorf                 | Eitorf                 | Kreisgericht Mülheim am Rhein |             |
| Friedensgericht Aachen                 | Aachen                 | Kreisgericht Aachen           |             |
| Friedensgericht Burtscheid             | Burtscheid             | Kreisgericht Aachen           |             |
| Friedensgericht Düren                  | Düren                  | Kreisgericht Aachen           |             |
| Friedensgericht Eschweiler             | Eschweiler             | Kreisgericht Aachen           |             |
| Friedensgericht Froitzheim             | Froitzheim             | Kreisgericht Aachen           |             |
| Friedensgericht Geilenkirchen          | Geilenkirchen          | Kreisgericht Aachen           |             |
| Friedensgericht Gemünd                 | Gemünd                 | Kreisgericht Aachen           |             |
| Friedensgericht Heinsberg              | Heinsberg              | Kreisgericht Aachen           |             |
| Friedensgericht Linnich                | Linnich                | Kreisgericht Aachen           |             |
| Friedensgericht Montjoie               | Montjoie               | Kreisgericht Aachen           |             |
| Friedensgericht Herzogenrath           | Herzogenrath           | Kreisgericht Aachen           |             |
| Friedensgericht Sittard                | Sittard                | Kreisgericht Aachen           |             |
| Friedensgericht Köln                   | Köln                   | Kreisgericht Köln             |             |
| Friedensgericht Bergheim               | Bergheim               | Kreisgericht Köln             |             |
| Friedensgericht Brühl                  | Brühl                  | Kreisgericht Köln             |             |
| Friedensgericht Dormagen               | Dormagen               | Kreisgericht Köln             |             |
| Friedensgericht Elsen                  | Elsen                  | Kreisgericht Köln             |             |
| Friedensgericht Jülich                 | Jülich                 | Kreisgericht Köln             |             |
| Friedensgericht Kerpen                 | Kerpen                 | Kreisgericht Köln             |             |
| Friedensgericht Lechenich              | Lechenich              | Kreisgericht Köln             |             |
| Friedensgericht Weiden                 | Weiden                 | Kreisgericht Köln             |             |
| Friedensgericht Zülpich                | Zülpich                | Kreisgericht Köln             |             |
| Friedensgericht Bonn-Stadt             | Bonn-Stadt             | Kreisgericht Bonn             |             |
| Friedensgericht Bonn-Land              | Bonn-Land              | Kreisgericht Bonn             |             |
| Friedensgericht Rheinbach              | Rheinbach              | Kreisgericht Bonn             |             |
| Friedensgericht Remagen                | Remagen                | Kreisgericht Bonn             |             |
| Friedensgericht Ahrweiler              | Ahrweiler              | Kreisgericht Bonn             |             |
| Friedensgericht Adenau                 | Adenau                 | Kreisgericht Bonn             |             |
| Friedensgericht Wehr                   | Wehr                   | Kreisgericht Bonn             |             |
| Friedensgericht Virneburg              | Virneburg              | Kreisgericht Bonn             |             |
| Friedensgericht Ulmen                  | Ulmen                  | Kreisgericht Bonn             |             |
| Friedensgericht Malmedy                | Malmedy                | Kreisgericht Malmedy          |             |
| Friedensgericht Eupen                  | Eupen                  | Kreisgericht Malmedy          |             |
| Friedensgericht Schleiden              | Schleiden              | Kreisgericht Malmedy          |             |
| Friedensgericht Sankt Vith             | Sankt Vith             | Kreisgericht Malmedy          |             |
| Friedensgericht Kronenburg             | Kronenburg             | Kreisgericht Malmedy          |             |
| Friedensgericht Aubel                  | Aubel                  | Kreisgericht Malmedy          |             |
| Friedensgericht Krefeld                | Krefeld                | Kreisgericht Krefeld          |             |
| Friedensgericht Mörs                   | Mörs                   | Kreisgericht Krefeld          |             |
| Friedensgericht Neersen                | Neersen                | Kreisgericht Krefeld          |             |
| Friedensgericht Neuss                  | Neuss                  | Kreisgericht Krefeld          |             |
| Friedensgericht Odenkirchen            | Odenkirchen            | Kreisgericht Krefeld          |             |
| Friedensgericht Uerdingen              | Uerdingen              | Kreisgericht Krefeld          |             |
| Friedensgericht Viersen                | Viersen                | Kreisgericht Krefeld          |             |
| Friedensgericht Bracht                 | Bracht                 | Kreisgericht Krefeld          |             |
| Friedensgericht Kempen                 | Kempen                 | Kreisgericht Krefeld          |             |
| Friedensgericht Rheinberg              | Rheinberg              | Kreisgericht Krefeld          |             |
| Friedensgericht Erkelenz               | Erkelenz               | Kreisgericht Krefeld          |             |
| Friedensgericht Niederkrüchten         | Niederkrüchten         | Kreisgericht Krefeld          |             |
| Friedensgericht Kleve                  | Kleve                  | Kreisgericht Kleve            |             |
| Friedensgericht Kronenburg             | Kronenburg             | Kreisgericht Kleve            |             |
| Friedensgericht Wankum                 | Wankum                 | Kreisgericht Kleve            |             |
| Friedensgericht Geldern                | Geldern                | Kreisgericht Kleve            |             |
| Friedensgericht Xanten                 | Xanten                 | Kreisgericht Kleve            |             |
| Friedensgericht Goch                   | Goch                   | Kreisgericht Kleve            |             |
| Friedensgericht Kalkar                 | Kalkar                 | Kreisgericht Kleve            |             |
| Friedensgericht Trier                  | Trier                  | Kreisgericht Trier            |             |
| Friedensgericht Konz                   | Konz                   | Kreisgericht Trier            |             |
| Friedensgericht Pfalzel                | Pfalzel                | Kreisgericht Trier            |             |
| Friedensgericht Ruwer                  | Ruwer                  | Kreisgericht Trier            |             |
| Friedensgericht Schweich               | Schweich               | Kreisgericht Trier            |             |
| Friedensgericht Büdelich oder Neumagen | Büdelich oder Neumagen | Kreisgericht Trier            |             |
| Friedensgericht Bernkastel             | Bernkastel             | Kreisgericht Trier            |             |
| Friedensgericht Wittlich               | Wittlich               | Kreisgericht Trier            |             |
| Friedensgericht Hermeskeil             | Hermeskeil             | Kreisgericht Trier            |             |
| Friedensgericht Rhaunen                | Rhaunen                | Kreisgericht Trier            |             |
| Friedensgericht Herrstein              | Herrstein              | Kreisgericht Trier            |             |
| Friedensgericht Bitburg                | Bitburg                | Kreisgericht Echternach       |             |
| Friedensgericht Dudeldorf              | Dudeldorf              | Kreisgericht Echternach       |             |
| Friedensgericht Neuerburg              | Neuerburg              | Kreisgericht Echternach       |             |
| Friedensgericht Arzfeld                | Arzfeld                | Kreisgericht Echternach       |             |
| Friedensgericht Pfalzel                | Pfalzel                | Kreisgericht Echternach       |             |
| Friedensgericht Wadern                 | Wadern                 | Kreisgericht Kusel            |             |
| Friedensgericht Merzig                 | Merzig                 | Kreisgericht Kusel            |             |
| Friedensgericht Saarburg               | Saarburg               | Kreisgericht Kusel            |             |
| Friedensgericht Lebach                 | Lebach                 | Kreisgericht St. Wendel       |             |
| Friedensgericht Tholey                 | Tholey                 | Kreisgericht St. Wendel       |             |
| Friedensgericht Ottweiler              | Ottweiler              | Kreisgericht St. Wendel       |             |
| Friedensgericht Saarbrücken            | Saarbrücken            | Kreisgericht Saarbrücken      |             |
| Friedensgericht Sankt Johann           | Sankt Johann           | Kreisgericht Saarbrücken      |             |
| Friedensgericht Saarlouis              | Saarlouis              | Kreisgericht Saarbrücken      |             |
| Friedensgericht Rehlingen              | Rehlingen              | Kreisgericht Saarbrücken      |             |
| Friedensgericht Simmern                | Simmern                | Kreisgericht Simmern          |             |
| Friedensgericht Kreuznach              | Kreuznach              | Kreisgericht Simmern          |             |
| Friedensgericht Trarbach               | Trarbach               | Kreisgericht Simmern          |             |
| Friedensgericht Bacharach              | Bacharach              | Kreisgericht Simmern          |             |
| Friedensgericht Sankt Goar             | Sankt Goar             | Kreisgericht Simmern          |             |
| Friedensgericht Stromberg              | Stromberg              | Kreisgericht Simmern          |             |
| Friedensgericht Sobernheim             | Sobernheim             | Kreisgericht Simmern          |             |
| Friedensgericht Kastellaun             | Kastellaun             | Kreisgericht Simmern          |             |
| Friedensgericht Kirn                   | Kirn                   | Kreisgericht Simmern          |             |
| Friedensgericht Kirchberg              | Kirchberg              | Kreisgericht Simmern          |             |
| Friedensgericht Koblenz                | Koblenz                | Kreisgericht Koblenz          |             |
| Friedensgericht Andernach              | Andernach              | Kreisgericht Koblenz          |             |
| Friedensgericht Boppard                | Boppard                | Kreisgericht Koblenz          |             |
| Friedensgericht Kochem                 | Kochem                 | Kreisgericht Koblenz          |             |
| Friedensgericht Kaisersesch            | Kaisersesch            | Kreisgericht Koblenz          |             |
| Friedensgericht Lutzerath              | Lutzerath              | Kreisgericht Koblenz          |             |
| Friedensgericht Mayen                  | Mayen                  | Kreisgericht Koblenz          |             |
| Friedensgericht Münstermaifeld         | Münstermaifeld         | Kreisgericht Koblenz          |             |
| Friedensgericht Polch                  | Polch                  | Kreisgericht Koblenz          |             |
| Friedensgericht Rübenach               | Rübenach               | Kreisgericht Koblenz          |             |
| Friedensgericht Treis                  | Treis                  | Kreisgericht Koblenz          |             |
| Friedensgericht Zell                   | Zell                   | Kreisgericht Koblenz          |             |
| Friedensgericht Prüm                   | Prüm                   | Kreisgericht Prüm             |             |
| Friedensgericht Reiferscheid           | Reiferscheid           | Kreisgericht Prüm             |             |
| Friedensgericht Blankenheim            | Blankenheim            | Kreisgericht Prüm             |             |
| Friedensgericht Kyllburg               | Kyllburg               | Kreisgericht Prüm             |             |
| Friedensgericht Manderscheid           | Manderscheid           | Kreisgericht Prüm             |             |
| Friedensgericht Gerolstein             | Gerolstein             | Kreisgericht Prüm             |             |
| Friedensgericht Daun                   | Daun                   | Kreisgericht Prüm             |             |
| Friedensgericht Lissendorf             | Lissendorf             | Kreisgericht Prüm             |             |
| Friedensgericht Schönberg              | Schönberg              | Kreisgericht Prüm             |             |

Mit dem Zweiten Pariser Frieden 1815 wurde das preußische Gebiet erneut erweitert. Dies betraf die Kreisgerichte in Saarbrücken und St. Wendel. Nach dem ersten Pariser Frieden war Saarbrücken bei Frankreich geblieben. Das Kreisgericht Saarbrücken hatte daher seinen Sitz in Frankreich und war nur für kleine Teile seines späteren Bezirks zuständig. Auch Teile des Arrondissements Thionville waren bei Frankreich geblieben, so dass für den Rest das Kreisgericht in St. Wendel gebildet wurde. Nach dem Zweiten Pariser Frieden erhielt Preußen das ganze Saargebiet und das Kreisgericht Saarbrücken wurde erweitert.
St. Wendel wurde wiederum mit umliegenden Gebieten als Fürstentum Lichtenberg an Coburg abgegeben. Die betreffenden Gerichte schieden daher aus Preußen aus, bis sie 1834 wieder zurückkehrten. Für die dortige Gerichtsorganisation siehe Fürstentum Lichtenberg#Regierung, Verwaltung und Justizorganisation.

##### 1820 bis 1879
1820 wurde die Gerichtsorganisation im linksrheinischen Teil der Rheinprovinz neu geregelt. Hierzu war mit Kabinettsorder vom 20. Juni 1816 die Immediatjustizkommission unter Christoph von Sethe gebildet worden. Die Grundzüge der französischen Gerichtsorganisation galten weiter. Oberstes Gericht war der rheinische Senat am Preußischen Obertribunal. Darunter stand der Appellationsgerichtshof Köln, der die Funktion des Appellationsgerichtes hatte. Die ihm untergeordneten Gerichte trugen nicht mehr die Bezeichnung Kreisgericht, sondern Landgericht. Eingangsinstanz waren Friedensgerichte als Gerichte erster Instanz, die ab 1. September 1821 neu organisiert, wobei auch die Bezirke den drei Jahre zuvor geänderten Verwaltungsgrenzen angepasst wurden.
Ursprünglich bestanden ab 1. August 1820 sechs Landgerichte. 1834 wurde das Landgericht Elberfeld aus dem Landgericht Düsseldorf, 1835 das Landgericht Saarbrücken aus dem Landgericht Trier und 1850 das Landgericht Bonn aus dem Landgericht Köln herausgelöst.
| Friedensgericht                                            | Sitz                       | Landgericht             | Anmerkungen                                                                                             |
| ---------------------------------------------------------- | -------------------------- | ----------------------- | --- |
| Friedensgericht Aachen I                                   | Aachen                     | Landgericht Aachen      | 0 |
| Friedensgericht Aachen II                                  | Aachen                     | Landgericht Aachen      | 0 |
| Friedensgericht Aldenhoven                                 | Aldenhoven                 | Landgericht Aachen      | 0 |
| Friedensgericht Blankenheim                                | Blankenheim (Ahr)          | Landgericht Aachen      | 0 |
| Friedensgericht Burscheid                                  | Burscheid                  | Landgericht Aachen      | 0 |
| Friedensgericht Düren                                      | Düren                      | Landgericht Aachen      | 0 |
| Friedensgericht Erkelenz                                   | Erkelenz                   | Landgericht Aachen      | 0 |
| Friedensgericht Eschweiler                                 | Eschweiler                 | Landgericht Aachen      | 0 |
| Friedensgericht Eupen                                      | Eupen                      | Landgericht Aachen      | 0 |
| Friedensgericht Geilenkirchen                              | Geilenkirchen              | Landgericht Aachen      | 0 |
| Friedensgericht Gemünd                                     | Gemünd (Schleiden)         | Landgericht Aachen      | 0 |
| Friedensgericht Heinsberg                                  | Heinsberg                  | Landgericht Aachen      | 0 |
| Friedensgericht Jülich                                     | Jülich                     | Landgericht Aachen      | 0 |
| Friedensgericht Malmedy                                    | Malmedy                    | Landgericht Aachen      | 0 |
| Friedensgericht Montjoie                                   | Monschau                   | Landgericht Aachen      | 0 |
| Friedensgericht Nideggen                                   | Nideggen                   | Landgericht Aachen      | 0 |
| Friedensgericht Sankt Vith                                 | Sankt Vith                 | Landgericht Aachen      | 0 |
| Friedensgericht Wegberg                                    | Wegberg                    | Landgericht Aachen      | 0 |
| Friedensgericht Bonn I                                     | Bonn                       | Landgericht Bonn        | Bis 1850: Landgericht Köln                                                                              |
| Friedensgericht Bonn II                                    | Bonn                       | Landgericht Bonn        | Bis 1850: Landgericht Köln                                                                              |
| Friedensgericht Eckenhagen                                 | Eckenhagen                 | Landgericht Bonn        | Bis 1850: Friedensgericht Wildenburg beim Landgericht Köln                                              |
| Friedensgericht Eitorf                                     | Eitorf                     | Landgericht Bonn        | Bis 1850: Landgericht Köln                                                                              |
| Friedensgericht Hennef                                     | Hennef                     | Landgericht Bonn        | Bis 1850: Landgericht Köln                                                                              |
| Friedensgericht Königswinter                               | Königswinter               | Landgericht Bonn        | Bis 1850: Landgericht Köln                                                                              |
| Friedensgericht Lechenich                                  | Lechenich                  | Landgericht Bonn        | Bis 1850: Landgericht Köln                                                                              |
| Friedensgericht Rheinbach                                  | Rheinbach                  | Landgericht Bonn        | Bis 1850: Landgericht Köln                                                                              |
| Friedensgericht Siegburg                                   | Siegburg                   | Landgericht Bonn        | Bis 1850: Landgericht Köln                                                                              |
| Friedensgericht Waldbröl                                   | Waldbröl                   | Landgericht Bonn        | Bis 1850: Landgericht Köln                                                                              |
| Friedensgericht Zülpich                                    | Zülpich                    | Landgericht Bonn        | Bis 1850: Landgericht Köln                                                                              |
| Friedensgericht Cleve                                      | Kleve                      | Landgericht Cleve       | 0 |
| Friedensgericht Dülken                                     | Dülken                     | Landgericht Cleve       | 0 |
| Friedensgericht Geldern                                    | Geldern                    | Landgericht Cleve       | 0 |
| Friedensgericht Goch                                       | Goch                       | Landgericht Cleve       | 0 |
| Friedensgericht Kempen                                     | Kempen                     | Landgericht Cleve       | 0 |
| Friedensgericht Lobberich                                  | Lobberich                  | Landgericht Cleve       | 0 |
| Friedensgericht Meurs                                      | Meurs                      | Landgericht Cleve       | 0 |
| Friedensgericht Rheinberg                                  | Rheinberg                  | Landgericht Cleve       | 0 |
| Friedensgericht Wachtendonk                                | Wachtendonk                | Landgericht Cleve       | 0 |
| Friedensgericht Xanten                                     | Xanten                     | Landgericht Cleve       | 0 |
| Friedensgericht Adenau                                     | Adenau                     | Landgericht Koblenz     | 0 |
| Friedensgericht Ahrweiler                                  | Ahrweiler                  | Landgericht Koblenz     | 0 |
| Friedensgericht Andernach                                  | Andernach                  | Landgericht Koblenz     | 0 |
| Friedensgericht Bacherach                                  | Bacherach                  | Landgericht Koblenz     | Zunächst nur Gerichtstag                                                                                |
| Friedensgericht Boppard                                    | Boppard                    | Landgericht Koblenz     | 0 |
| Friedensgericht Kastellaun                                 | Kastellaun                 | Landgericht Koblenz     | 0 |
| Friedensgericht Koblenz                                    | Koblenz                    | Landgericht Koblenz     | 0 |
| Friedensgericht St. Goar                                   | St. Goar                   | Landgericht Koblenz     | 0 |
| Friedensgericht Kirchberg                                  | Kirchberg (Hunsrück)       | Landgericht Koblenz     | 0 |
| Friedensgericht Kirn                                       | Kirn                       | Landgericht Koblenz     | 0 |
| Friedensgericht Kreuznach                                  | Kreuznach                  | Landgericht Koblenz     | 0 |
| Friedensgericht Lützerath                                  | Lützerath                  | Landgericht Koblenz     | 0 |
| Friedensgericht Mayen                                      | Mayen                      | Landgericht Koblenz     | 0 |
| Friedensgericht Meisenheim                                 | Meisenheim                 | Landgericht Koblenz     | ab 1866                                                                                                 |
| Friedensgericht Metternich                                 | Metternich                 | Landgericht Koblenz     | ab 1826 mit Sitz in Koblenz                                                                             |
| Friedensgericht Münstermaifeld                             | Münstermaifeld             | Landgericht Koblenz     | 0 |
| Friedensgericht Simmern                                    | Simmern/Hunsrück           | Landgericht Koblenz     | 0 |
| Friedensgericht Sinzig                                     | Sinzig                     | Landgericht Koblenz     | 0 |
| Friedensgericht Sobernheim                                 | Sobernheim                 | Landgericht Koblenz     | Zunächst nur Gerichtstag; ab 1826 wiederhergestellt für die Bürgermeistereien Sobernheim und Winterburg |
| Friedensgericht Stromberg                                  | Stromberg (Hunsrück)       | Landgericht Koblenz     | 0 |
| Friedensgericht Trarbach                                   | Trarbach                   | Landgericht Koblenz     | 0 |
| Friedensgericht Treis                                      | Treis-Karden               | Landgericht Koblenz     | 0 |
| Friedensgericht Virneburg                                  | Virneburg                  | Landgericht Koblenz     | 1826 aufgehoben; zum FriedensG Adenau                                                                   |
| Friedensgericht Zell                                       | Zell (Mosel)               | Landgericht Koblenz     | 0 |
| Friedensgericht Bensberg                                   | Bensberg                   | Landgericht Köln        | 0 |
| Friedensgericht Bergheim                                   | Bergheim                   | Landgericht Köln        | 0 |
| Friedensgericht Köln I                                     | Köln                       | Landgericht Köln        | 0 |
| Friedensgericht Köln II                                    | Köln                       | Landgericht Köln        | 0 |
| Friedensgericht Köln III                                   | Köln                       | Landgericht Köln        | 0 |
| Friedensgericht Köln IV                                    | Köln                       | Landgericht Köln        | 0 |
| Friedensgericht Gummersbach                                | Gummersbach                | Landgericht Köln        | 0 |
| Friedensgericht Homburg zu Wiehl                           | Wiehl                      | Landgericht Köln        | Standesherrlich (wohl nicht umgesetzt)                                                                  |
| Friedensgericht Kerpen                                     | Kerpen                     | Landgericht Köln        | 0 |
| Friedensgericht Lindlar                                    | Lindlar                    | Landgericht Köln        | 0 |
| Friedensgericht Mülheim                                    | Mülheim (Köln)             | Landgericht Köln        | 0 |
| Friedensgericht Wipperfürth                                | Wipperfürth                | Landgericht Köln        | 0 |
| Friedensgericht Krefeld                                    | Krefeld                    | Landgericht Düsseldorf  | 0 |
| Friedensgericht Dormagen (auch Friedensgericht Nievenheim) | Dormagen                   | Landgericht Düsseldorf  | Sitz vor 1828 nach Dormagen verlegt                                                                     |
| Friedensgericht Düsseldorf                                 | Düsseldorf                 | Landgericht Düsseldorf  | 0 |
| Friedensgericht Gerresheim                                 | Gerresheim                 | Landgericht Düsseldorf  | 0 |
| Friedensgericht Gladbach                                   | Mönchengladbach            | Landgericht Düsseldorf  | 0 |
| Friedensgericht Grevenbroich                               | Grevenbroich               | Landgericht Düsseldorf  | 0 |
| Friedensgericht Jüchen (auch Friedensgericht Bedburdyck)   | Jüchen                     | Landgericht Düsseldorf  | Sitz ab 1826 in Jüchen                                                                                  |
| Friedensgericht Neuss                                      | Neuss                      | Landgericht Düsseldorf  | 0 |
| Friedensgericht Odenkirchen                                | Odenkirchen                | Landgericht Düsseldorf  | 0 |
| Friedensgericht Opladen                                    | Opladen                    | Landgericht Düsseldorf  | 0 |
| Friedensgericht Ratingen                                   | Ratingen                   | Landgericht Düsseldorf  | 0 |
| Friedensgericht Uerdingen                                  | Uerdingen                  | Landgericht Düsseldorf  | 0 |
| Friedensgericht Viersen                                    | Viersen                    | Landgericht Düsseldorf  | ursprünglich Friedensgericht Neersen ?                                                                  |
| Friedensgericht Neersen                                    | Neersen                    | Landgericht Düsseldorf  | 1826 aufgelöst; zum FriedensG (Mönchen-)Gladbach                                                        |
| Friedensgericht Richrath                                   | Richrath                   | Landgericht Düsseldorf  | 1826 aufgelöst; verteilt auf FriedensGe Solingen und Opladen                                            |
| Friedensgericht Barmen                                     | Barmen                     | Landgericht Elberfeld   | Bis 1834: Landgericht Düsseldorf                                                                        |
| Friedensgericht Elberfeld I                                | Elberfeld                  | Landgericht Elberfeld   | Bis 1834: Landgericht Düsseldorf                                                                        |
| Friedensgericht Elberfeld II                               | Elberfeld                  | Landgericht Elberfeld   | 1826 eingezogen; zum FriedensG Elberfeld I                                                              |
| Friedensgericht Lennep                                     | Lennep                     | Landgericht Elberfeld   | Bis 1834: Landgericht Düsseldorf                                                                        |
| Friedensgericht Mettmann                                   | Mettmann                   | Landgericht Elberfeld   | Bis 1834: Landgericht Düsseldorf                                                                        |
| Friedensgericht Remscheid                                  | Remscheid                  | Landgericht Elberfeld   | Bis 1834: Landgericht Düsseldorf                                                                        |
| Friedensgericht Ronsdorf                                   | Ronsdorf                   | Landgericht Elberfeld   | Bis 1834: Landgericht Düsseldorf                                                                        |
| Friedensgericht Solingen                                   | Solingen                   | Landgericht Elberfeld   | Bis 1834: Landgericht Düsseldorf                                                                        |
| Friedensgericht Velbert                                    | Velbert                    | Landgericht Elberfeld   | Bis 1834: Landgericht Düsseldorf                                                                        |
| Friedensgericht Wermelskirchen                             | Wermelskirchen             | Landgericht Elberfeld   | Bis 1834: Landgericht Düsseldorf                                                                        |
| Friedensgericht Baumholder                                 | Baumholder                 | Landgericht Saarbrücken | Bis 1834: Fürstentum Lichtenberg; Bis 1835: Landgericht Trier                                           |
| Friedensgericht Duttweiler                                 | Dudweiler                  | Landgericht Saarbrücken | ab 1826 Sitz in St. Johann; Bis 1835: Landgericht Trier                                                 |
| Friedensgericht Freudenburg                                | Freudenburg                | Landgericht Trier       | nach 1828, aber vor 1833 Sitz nach Perl verlegt                                                         |
| Friedensgericht Grumbach                                   | Grumbach (Landkreis Kusel) | Landgericht Saarbrücken | Bis 1834: Fürstentum Lichtenberg; Bis 1835: Landgericht Trier                                           |
| Friedensgericht St. Johann                                 | St. Johann (Saar)          | Landgericht Saarbrücken | Bis 1835: Landgericht Trier                                                                             |
| Friedensgericht Lebach                                     | Lebach                     | Landgericht Saarbrücken | Bis 1835: Landgericht Trier                                                                             |
| Friedensgericht Ottweiler                                  | Ottweiler                  | Landgericht Saarbrücken | Bis 1835: Landgericht Trier                                                                             |
| Friedensgericht Saarbrücken                                | Saarbrücken                | Landgericht Saarbrücken | Bis 1835: Landgericht Trier, 1. Oktober 1835 mit FG Dudweiler zum FG St. Johann vereinigt               |
| Friedensgericht Saarlouis                                  | Saarlouis                  | Landgericht Saarbrücken | Bis 1835: Landgericht Trier                                                                             |
| Friedensgericht Sulzbach                                   | Sulzbach/Saar              | Landgericht Saarbrücken | Wurde 1868 neu gebildet                                                                                 |
| Friedensgericht Tholey                                     | Tholey                     | Landgericht Saarbrücken | Bis 1835: Landgericht Trier                                                                             |
| Friedensgericht Wallerfangen                               | Wallerfangen               | Landgericht Saarbrücken | Bis 1835: Landgericht Trier                                                                             |
| Friedensgericht St. Wendel                                 | St. Wendel                 | Landgericht Saarbrücken | Bis 1834: Fürstentum Lichtenberg; Bis 1835: Landgericht Trier                                           |
| Friedensgericht Völklingen                                 | Völklingen                 | Landgericht Saarbrücken | Wurde 1868 neu gebildet                                                                                 |
| Friedensgericht Bernkastel                                 | Bernkastel-Kues            | Landgericht Trier       | 0 |
| Friedensgericht Bitburg                                    | Bitburg                    | Landgericht Trier       | 0 |
| Friedensgericht Daun                                       | Daun                       | Landgericht Trier       | 0 |
| Friedensgericht Dudeldorf                                  | Dudeldorf                  | Landgericht Trier       | 0 |
| Friedensgericht Hermeskeil                                 | Hermeskeil                 | Landgericht Trier       | 0 |
| Friedensgericht Hillesheim                                 | Hillesheim (Eifel)         | Landgericht Trier       | 0 |
| Friedensgericht Manderscheid                               | Manderscheid               | Landgericht Trier       | 0 |
| Friedensgericht Merzig                                     | Merzig                     | Landgericht Trier       | 0 |
| Friedensgericht Neuerburg                                  | Neuerburg                  | Landgericht Trier       | 0 |
| Friedensgericht Neumagen                                   | Neumagen                   | Landgericht Trier       | 0 |
| Friedensgericht Perl                                       | Perl (Mosel)               | Landgericht Trier       | 0 |
| Friedensgericht Prüm                                       | Prüm                       | Landgericht Trier       | 0 |
| Friedensgericht Rhaunen                                    | Rhaunen                    | Landgericht Trier       | 0 |
| Friedensgericht Saarburg                                   | Saarburg                   | Landgericht Trier       | 0 |
| Friedensgericht Schweich                                   | Schweich                   | Landgericht Trier       | 0 |
| Friedensgericht Trier I (auch: Trier-Stadt)                | Trier                      | Landgericht Trier       | 0 |
| Friedensgericht Trier II (auch: Trier-Land)                | Trier                      | Landgericht Trier       | 0 |
| Friedensgericht Wadern                                     | Wadern                     | Landgericht Trier       | 0 |
| Friedensgericht Waxweiler                                  | Waxweiler                  | Landgericht Trier       | 0 |
| Friedensgericht Wittlich                                   | Wittlich                   | Landgericht Trier       | 0 |

#### Handelsgerichte
| Handelsgericht            | Sitz       | Gerichtsbezirk | Anmerkungen          |
| ------------------------- | ---------- | --- | -------------------- |
| Handelsgericht Aachen     | Aachen     | Landgerichtsbezirk Aachen | 0                    |
| Handelsgericht Barmen     | Barmen     | Kreise Barmen und Lennep | ab 4. Januar 1866    |
| Handelsgericht Koblenz    | Koblenz    | Landgerichtsbezirk Koblenz | 0                    |
| Handelsgericht Köln       | Köln       | Landgerichtsbezirk Köln | 0                    |
| Handelsgericht Krefeld    | Krefeld    | den linksrheinischen Teil des Bezirks des Landgerichtes Düsseldorf ohne den Kreis Gladbach und den Kreis Grevenbroich sowie einen Teil der Kreise Geldern und Kempen aus dem Bezirk des Landgerichtes Cleve | ab 1834              |
| Handelsgericht Düsseldorf | Düsseldorf | Kreis Düsseldorf und Friedensgericht Opladen | ab 1. Oktober 1862   |
| Handelsgericht Elberfeld  | Elberfeld  | Landgerichtsbezirk Elberfeld | 0                    |
| Handelsgericht Gladbach   | Gladbach   | Kreis Gladbach, Kreis Grevenbroich und einen Teil des Kreises Kempen | ab 30. Dezember 1846 |
| Handelsgericht Trier      | Trier      | Landgerichtsbezirk Trier | 0                    |

In Bonn, Saarbrücken und Cleve (soweit nicht anderweitig zugeordnet) bilden die Landgerichte gleichzeitig die Handelsgerichte.

#### Gewerbegerichte
Folgende zwölf Gewerbegerichte waren eingerichtet:
- Gewerbegericht Aachen
- Gewerbegericht Barmen
- Gewerbegericht Burscheid (Kreis Solingen)
- Gewerbegericht Köln
- Gewerbegericht Krefeld
- Gewerbegericht Düsseldorf
- Gewerbegericht Elberfeld
- Gewerbegericht Gladbach
- Gewerbegericht Lenepp
- Gewerbegericht Mühlheim am Rhein
- Gewerbegericht Remscheid
- Gewerbegericht Solingen

#### Rheinzollgerichte
Folgende fünfzehn Rheinzollgerichte waren (an den jeweiligen Friedensgerichten) eingerichtet:
- Rheinzollgericht St. Goar
- Rheinzollgericht Boppard
- Rheinzollgericht Metternich
- Rheinzollgericht Sinzig
- Rheinzollgericht Bonn I
- Rheinzollgericht Köln I
- Rheinzollgericht Königswinter
- Rheinzollgericht Mühlheim
- Rheinzollgericht Dormagen
- Rheinzollgericht Neuss
- Rheinzollgericht Uerdingen
- Rheinzollgericht Andernach
- Rheinzollgericht Rheinberg
- Rheinzollgericht Xanten
- Rheinzollgericht Düsseldorf

#### Weitere Gerichte
Weitere Gerichte in der Rheinprovinz waren:
- allgemein
  - der Gerichtshof für Kompetenzkonflikte in Berlin
- geistliche Gerichte
  - Bischöfliches Offizialat Trier (erste Instanz)
  - Erzbischöfliches Offizialat Köln (erste Instanz)
  - Metropolikum Köln (zweite Instanz)
  - Prosynodalgericht Köln (dritte Instanz)
- Disziplinargerichte
  - Landgerichte (erste Instanz)
  - Appellationsgerichtshof Köln (zweite Instanz)
  - Disziplinarsenat des Obertribunals in Berlin (dritte Instanz)
- Universitätsgerichte
  - Universitätsgericht Bonn
- Militärgerichte
  - In den jeweiligen Garnisonen (erste Instanz)
  - Generalauditoriat in Berlin (zweite Instanz)

### Rechte Rheinseite

#### Ordentliche Gerichtsbarkeit
Auf der rechten Rheinseite war seit November 1813 zur provisorischen Verwaltung des Großherzogtums Berg ein Generalgouvernement Berg gebildet worden; die vormals preußischen Gebiete des Großherzogtums wurden jedoch kurze Zeit darauf in das Generalgouvernement zwischen Weser und Rhein überführt, in welchem die seit 1807 zum Königreich Westphalen gehörenden Eroberungen zusammengefasst wurden. In den vormals preußischen Gebieten rechts des Rheins wurde das preußische Allgemeine Landrecht wieder eingeführt. Für das bisherige Herzogtum Kleve, Geldern und Mörs wurde das Oberlandesgericht Emmerich eingerichtet. Dieses Gericht wurde Ende 1815 nach Kleve und 1820 ins westfälische Hamm verlegt.
Gerichtsstruktur:
- Oberlandesgericht Kleve
  - Landgericht Rees
  - Landgericht Wesel
  - Landgericht Emmerich
  - Landgericht Dinslaken
  - Landgericht Duisburg

Lediglich dieser kleine Teil des OLG-Bezirks gehörte – verwaltungsmäßig – zur Rheinprovinz. Der überwiegende Teil wurde der Provinz Westfalen zugeordnet.
Für die vormals Solmsschen und nassauischen Gebiete galt:
Revisionsinstanz war der Revisionshof Koblenz und nach dessen Auflösung 1819 der Appellationsgerichtshof Köln. Dort war für die ostrheinischen Gebiete eine eigene Abteilung gebildet worden.
Gericht zweiter Instanz war der Justizsenat Ehrenbreitstein. Diesem unterstanden das Stadtgericht Wetzlar und sieben staatliche Justizämter. Weiterhin bestanden im Gerichtsbezirk drei fürstlich Solms’sche, zwei fürstlich Neuwied’sche, drei fürstlich Wied-Runkel’sche und ein fürstlich Hatzfeld’sches Patrimonialgerichte ersten Instanz. Ab 1828 bestand mit der Fürstlich Solms-Braunfels’schen Regierung für die Solms’schen Ämter und dem Fürstlich Wiedschen Standesherrlichen Obergericht Neuwied (bzw. ab 1827 der Abteilung für Justizsachen der Fürstlich Wied’sche Regierung) auch zwei Patrimonialgerichte zweiter Instanz.
Die Justizämter (sie wurden auch als Ämter bezeichnet; da die Verwaltungsaufgaben an die Landkreise übergegangen waren, waren es funktional Justizämter) waren
| Gericht                   | Mittelgericht                            | Sitz            | Erläuterungen                                                    |
| ------------------------- | ---------------------------------------- | --------------- | ---------------------------------------------------------------- |
| Justizamt Atzbach         | Justizsenat Ehrenbreitstein              | Atzbach         |                                                                  |
| Justizamt Altenkirchen    | Justizsenat Ehrenbreitstein              | Altenkirchen    |                                                                  |
| Justizamt Freusburg       | Justizsenat Ehrenbreitstein              | Freusburg       |                                                                  |
| Justizamt Friedewald      | Justizsenat Ehrenbreitstein              | Friedewald      |                                                                  |
| Justizamt Linz            | Justizsenat Ehrenbreitstein              | Linz            |                                                                  |
| Justizamt Ehrenbreitstein | Justizsenat Ehrenbreitstein              | Ehrenbreitstein |                                                                  |
| Justizamt Hammerstein     | Justizsenat Ehrenbreitstein              | Hammerstein     | später mit Sitz in Bendorf                                       |
| Justizamt Neuwied         | Fürstlich Wiedsches Obergericht          | Neuwied         |                                                                  |
| Justizamt Heddesdorf      | Fürstlich Wiedsches Obergericht          | Heddesdorf      | später mit Sitz in Neuwied                                       |
| Justizamt Dierdorf        | Fürstlich Wiedsches Obergericht          | Dierdorf        |                                                                  |
| Justizamt Altenwied       | Fürstlich Wiedsches Obergericht          | Altenwied       |                                                                  |
| Justizamt Neuerburg       | Fürstlich Wiedsches Obergericht          | Neuerburg       |                                                                  |
| Justizamt Braunfels       | Fürstlich Solms-Braunfels’sche Regierung | Braunfels       |                                                                  |
| Justizamt Greifenstein    | Fürstlich Solms-Braunfels’sche Regierung | Greifenstein    |                                                                  |
| Justizamt Hohensolms      | Justizsenat Ehrenbreitstein              | Hohensolms      |                                                                  |
| Justizamt Schönstein      | Justizsenat Ehrenbreitstein              | Schönstein      | fürstlich Hatzfeld’sches Patrimonialgericht                      |
| Berggericht Kirchen       | Justizsenat Ehrenbreitstein              | Kirchen         | Für die Ämter Altenkirchen, Freusburg, Friedewald und Schönstein |
| Berggericht Linz          | Justizsenat Ehrenbreitstein              | Linz            | Für das Amt Linz                                                 |
| Berggericht Waldbreitbach | Fürstlich Wiedsches Obergericht          | Waldbreitbach   | Für die Grafschaft Wied                                          |
| Stadtgericht Wetzlar      | Justizsenat Ehrenbreitstein              | Wetzlar         |                                                                  |

Daneben bestanden kirchliche Gerichte. Für die katholische Kirche waren dies bis 1821 die apostolischen Vikariate in Ehrenbreitstein für das Bistum Trier und in Deutz (für das Erzbistum Köln). Auch nach deren Auflösung blieb die richterliche Kompetenz bei den Bistümern. Auf evangelischer Seite war die Gerichtsfunktion des nassauischen Konsistoriums 1815 auf den Justizsenat Ehrenbreitstein übergegangen. Darunter bestanden aber Konsistorialkonvente als Kirchengerichte erster Instanz teilweise weiter. Diese waren in Altenkirchen, Braunfels, Hohensolms eingerichtet. Auch in Wetzlar war das Konsistorium 1814 wieder hergestellt worden. Seine Gerichtsfunktion war jedoch 1818 auf das Stadtgericht übergegangen.
Im Bereich der freiwilligen Gerichtsbarkeit waren eine Reihe von Schöffengerichten, Landschreibereien und gemischte Gerichte verblieben.
Nach der Aufhebung der Patrimonialgerichte 1849/1850 war der Justizsenat Ehrenbreitstein als preußisches Appellationsgericht Gericht zweiter Instanz und für die Kreisgerichte Wetzlar, Altenkirchen und Neuwied zuständig. Darunter waren Gerichtskommissionen als Außenstellen angeordnet. Auch die Berggerichte waren aufgehoben worden. Damit ergab sich folgende Gerichtsstruktur:
| Gericht                            | Kreisgericht              | Sitz            | Schwurgericht |
| ---------------------------------- | ------------------------- | --------------- | ------------- |
| Kreisgericht Altenkirchen          | Kreisgericht Altenkirchen | Altenkirchen    | Neuwied       |
| Gerichtskommission Friedewald      | Kreisgericht Altenkirchen | Friedewald      | Neuwied       |
| Gerichtskommission Kirchen         | Kreisgericht Altenkirchen | Kirchen         | Neuwied       |
| Gerichtskommission Asbach          | Kreisgericht Neuwied      | Asbach          | Neuwied       |
| Gerichtskommission Dierdorf        | Kreisgericht Neuwied      | Dierdorf        | Neuwied       |
| Gerichtskommission Ehrenbreitstein | Kreisgericht Neuwied      | Ehrenbreitstein | Neuwied       |
| Gerichtskommission Linz            | Kreisgericht Neuwied      | Linz            | Neuwied       |
| Kreisgericht Neuwied               | Kreisgericht Neuwied      | Neuwied         | Neuwied       |
| Gerichtskommission Braunfels       | Kreisgericht Wetzlar      | Braunfels       | Neuwied       |
| Gerichtskommission Ehringshausen   | Kreisgericht Wetzlar      | Ehringshausen   | Neuwied       |
| Kreisgericht Wetzlar               | Kreisgericht Wetzlar      | Wetzlar         | Neuwied       |

#### Rheinzollgerichte
Folgende Rheinzollgerichte waren (an den jeweiligen Gerichtsdeputationen) eingerichtet:
- Sprengel des Justizsenates Ehrenbreitstein
  - Rheinzollgericht Ehrenbreitstein
  - Rheinzollgericht Neuwied
  - Rheinzollgericht Linz
- Sprengel des Appellationsgerichtes Hamm
  - Rheinzollgericht Duisburg
  - Rheinzollgericht Wesel
  - Rheinzollgericht Emmerich

## Nach dem Gerichtsverfassungsgesetz

### Ordentliche Gerichtsbarkeit
Mit dem Inkrafttreten des Deutschen Gerichtsverfassungsgesetzes wurde die reichsweit einheitliche Gerichtsstruktur umgesetzt. Der Appellationsgerichtshof Köln wurde in das Oberlandesgericht Köln mit Sitz in Köln umgewandelt. Es war für den bisher dem Appellationsgerichtshof zuständigen Teil der Rheinprovinz und für die drei Amtsgerichte des oldenburgischen Landesteils Fürstentum Birkenfeld zuständig.
Die neun Landgerichte wurden nach den Vorgaben des GVG umgestaltet, aber sonst im Bestand erhalten, lediglich die Bezirke neu definiert.
An die Stelle der 125 Friedensgerichte traten 108 preußische Amtsgerichte, zu denen aufgrund Staatsvertrags mit dem Großherzogtum Oldenburg vom 20. August 1878 noch die drei Amtsgerichte des Fürstentums Birkenfeld traten; es bestanden nun:
| Amtsgericht                  | Sitz             | Landgericht             | Aufgelöst                               |
| ---------------------------- | ---------------- | ----------------------- | --------------------------------------- |
| Amtsgericht Aachen           | Aachen           | Landgericht Aachen      | besteht                                 |
| Amtsgericht Aldenhoven       | Aldenhoven       | Landgericht Aachen      | 1972                                    |
| Amtsgericht Blankenheim      | Blankenheim      | Landgericht Aachen      | 1978                                    |
| Amtsgericht Düren            | Düren            | Landgericht Aachen      | besteht                                 |
| Amtsgericht Erkelenz         | Erkelenz         | Landgericht Aachen      | besteht                                 |
| Amtsgericht Eschweiler       | Eschweiler       | Landgericht Aachen      | besteht                                 |
| Amtsgericht Eupen            | Eupen            | Landgericht Aachen      | 1920 (bestand 1940–1944 erneut)         |
| Amtsgericht Geilenkirchen    | Geilenkirchen    | Landgericht Aachen      | besteht                                 |
| Amtsgericht Gemünd           | Gemünd           | Landgericht Aachen      | 1978                                    |
| Amtsgericht Heinsberg        | Heinsberg        | Landgericht Aachen      | besteht                                 |
| Amtsgericht Jülich           | Jülich           | Landgericht Aachen      | besteht                                 |
| Amtsgericht Malmedy          | Malmedy          | Landgericht Aachen      | 1920 (bestand 1940–1944 erneut)         |
| Amtsgericht Montjoie         | Montjoie         | Landgericht Aachen      | besteht                                 |
| Amtsgericht St. Vith         | St. Vith         | Landgericht Aachen      | 1920 (bestand 1940–1944 erneut)         |
| Amtsgericht Stolberg         | Stolberg         | Landgericht Aachen      | 1973                                    |
| Amtsgericht Wegberg          | Wegberg          | Landgericht Aachen      | 1973                                    |
| Amtsgericht Bonn             | Bonn             | Landgericht Bonn        | besteht                                 |
| Amtsgericht Eitorf           | Eitorf           | Landgericht Bonn        | 1969                                    |
| Amtsgericht Euskirchen       | Euskirchen       | Landgericht Bonn        | besteht                                 |
| Amtsgericht Hennef           | Hennef           | Landgericht Bonn        | 1969                                    |
| Amtsgericht Königswinter     | Königswinter     | Landgericht Bonn        | besteht                                 |
| Amtsgericht Rheinbach        | Rheinbach        | Landgericht Bonn        | besteht                                 |
| Amtsgericht Siegburg         | Siegburg         | Landgericht Bonn        | besteht                                 |
| Amtsgericht Waldbroel        | Waldbroel        | Landgericht Bonn        | besteht                                 |
| Amtsgericht Cleve            | Cleve            | Landgericht Cleve       | besteht                                 |
| Amtsgericht Dülken           | Dülken           | Landgericht Cleve       | 1969                                    |
| Amtsgericht Geldern          | Geldern          | Landgericht Cleve       | besteht                                 |
| Amtsgericht Goch             | Goch             | Landgericht Cleve       | 1979                                    |
| Amtsgericht Kempen           | Kempen           | Landgericht Cleve       | besteht                                 |
| Amtsgericht Lobberich        | Lobberich        | Landgericht Cleve       | besteht                                 |
| Amtsgericht Mörs             | Mörs             | Landgericht Cleve       | besteht                                 |
| Amtsgericht Rheinberg        | Rheinberg        | Landgericht Cleve       | besteht                                 |
| Amtsgericht Xanten           | Xanten           | Landgericht Cleve       | 1978                                    |
| Amtsgericht Krefeld          | Krefeld          | Landgericht Düsseldorf  | besteht                                 |
| Amtsgericht Düsseldorf       | Düsseldorf       | Landgericht Düsseldorf  | besteht                                 |
| Amtsgericht Gerresheim       | Gerresheim       | Landgericht Düsseldorf  |                                         |
| Amtsgericht Mönchengladbach  | Mönchengladbach  | Landgericht Düsseldorf  | besteht                                 |
| Amtsgericht Grevenbroich     | Grevenbroich     | Landgericht Düsseldorf  | besteht                                 |
| Amtsgericht Neuss            | Neuss            | Landgericht Düsseldorf  | besteht                                 |
| Amtsgericht Odenkirchen      | Odenkirchen      | Landgericht Düsseldorf  | 1944                                    |
| Amtsgericht Opladen          | Opladen          | Landgericht Düsseldorf  | besteht                                 |
| Amtsgericht Ratingen         | Ratingen         | Landgericht Düsseldorf  | besteht                                 |
| Amtsgericht Rheydt           | Rheydt           | Landgericht Düsseldorf  | besteht                                 |
| Amtsgericht Uerdingen        | Uerdingen        | Landgericht Düsseldorf  | 1974                                    |
| Amtsgericht Viersen          | Viersen          | Landgericht Düsseldorf  | besteht                                 |
| Amtsgericht Adenau           | Adenau           | Landgericht Koblenz     | 1998                                    |
| Amtsgericht Ahrweiler        | Ahrweiler        | Landgericht Koblenz     | besteht                                 |
| Amtsgericht Andernach        | Andernach        | Landgericht Koblenz     | besteht                                 |
| Amtsgericht Boppard          | Boppard          | Landgericht Koblenz     |                                         |
| Amtsgericht Castellaun       | Castellaun       | Landgericht Koblenz     | 1967                                    |
| Amtsgericht Koblenz          | Koblenz          | Landgericht Koblenz     | besteht                                 |
| Amtsgericht Cochem           | Cochem           | Landgericht Koblenz     | besteht                                 |
| Amtsgericht St. Goar         | St. Goar         | Landgericht Koblenz     | besteht                                 |
| Amtsgericht Kirchberg        | Kirchberg        | Landgericht Koblenz     | 1967                                    |
| Amtsgericht Kreuznach        | Kreuznach        | Landgericht Koblenz     | besteht                                 |
| Amtsgericht Mayen            | Mayen            | Landgericht Koblenz     | besteht                                 |
| Amtsgericht Meisenheim       | Meisenheim       | Landgericht Koblenz     |                                         |
| Amtsgericht Münstermaifeld   | Münstermaifeld   | Landgericht Koblenz     |                                         |
| Amtsgericht Simmern          | Simmern          | Landgericht Koblenz     | besteht                                 |
| Amtsgericht Sinzig           | Sinzig           | Landgericht Koblenz     | besteht                                 |
| Amtsgericht Sobernheim       | Sobernheim       | Landgericht Koblenz     | besteht                                 |
| Amtsgericht Stromberg        | Stromberg        | Landgericht Koblenz     | 1976                                    |
| Amtsgericht Trarbach         | Trarbach         | Landgericht Koblenz     | 1971                                    |
| Amtsgericht Zell             | Zell             | Landgericht Koblenz     |                                         |
| Amtsgericht Bensberg         | Bensberg         | Landgericht Köln        |                                         |
| Amtsgericht Bergheim         | Bergheim         | Landgericht Köln        |                                         |
| Amtsgericht Köln             | Köln             | Landgericht Köln        |                                         |
| Amtsgericht Gummersbach      | Gummersbach      | Landgericht Köln        |                                         |
| Amtsgericht Kerpen           | Kerpen           | Landgericht Köln        |                                         |
| Amtsgericht Lindlar          | Lindlar          | Landgericht Köln        |                                         |
| Amtsgericht Mülheim am Rhein | Mülheim am Rhein | Landgericht Köln        |                                         |
| Amtsgericht Wiehl            | Wiehl            | Landgericht Köln        |                                         |
| Amtsgericht Wipperfürth      | Wipperfürth      | Landgericht Köln        |                                         |
| Amtsgericht Baumholder       | Baumholder       | Landgericht Saarbrücken |                                         |
| Amtsgericht Birkenfeld       | Birkenfeld       | Landgericht Saarbrücken | Großherzogtum Oldenburg                 |
| Amtsgericht Grumbach         | Grumbach         | Landgericht Saarbrücken |                                         |
| Amtsgericht Lebach           | Lebach           | Landgericht Saarbrücken | besteht                                 |
| Amtsgericht Neunkirchen      | Neunkirchen      | Landgericht Saarbrücken | besteht                                 |
| Amtsgericht Nohfelden        | Nohfelden        | Landgericht Saarbrücken | Großherzogtum Oldenburg, aufgelöst 1943 |
| Amtsgericht Oberstein        | Oberstein        | Landgericht Saarbrücken | Großherzogtum Oldenburg, aufgelöst 1974 |
| Amtsgericht Ottweiler        | Ottweiler        | Landgericht Saarbrücken | besteht                                 |
| Amtsgericht Saarbrücken      | Saarbrücken      | Landgericht Saarbrücken | besteht                                 |
| Amtsgericht Saarlouis        | Saarlouis        | Landgericht Saarbrücken | besteht                                 |
| Amtsgericht Sulzbach         | Sulzbach         | Landgericht Saarbrücken |                                         |
| Amtsgericht Tholey           | Tholey           | Landgericht Saarbrücken | 1974                                    |
| Amtsgericht Völklingen       | Völklingen       | Landgericht Saarbrücken | besteht                                 |
| Amtsgericht St. Wendel       | St. Wendel       | Landgericht Saarbrücken | besteht                                 |
| Amtsgericht Berncastel       | Berncastel       | Landgericht Trier       | besteht                                 |
| Amtsgericht Bitburg          | Bitburg          | Landgericht Trier       | besteht                                 |
| Amtsgericht Daun             | Daun             | Landgericht Trier       | besteht                                 |
| Amtsgericht Hermeskeil       | Hermeskeil       | Landgericht Trier       | besteht                                 |
| Amtsgericht Hillesheim       | Hillesheim       | Landgericht Trier       |                                         |
| Amtsgericht Merzig           | Merzig           | Landgericht Trier       | besteht                                 |
| Amtsgericht Neuerburg        | Neuerburg        | Landgericht Trier       |                                         |
| Amtsgericht Neumagen         | Neumagen         | Landgericht Trier       |                                         |
| Amtsgericht Perl             | Perl             | Landgericht Trier       |                                         |
| Amtsgericht Prüm             | Prüm             | Landgericht Trier       | besteht                                 |
| Amtsgericht Rhaunen          | Rhaunen          | Landgericht Trier       |                                         |
| Amtsgericht Saarburg         | Saarburg         | Landgericht Trier       | besteht                                 |
| Amtsgericht Trier            | Trier            | Landgericht Trier       | besteht                                 |
| Amtsgericht Wadern           | Wadern           | Landgericht Trier       |                                         |
| Amtsgericht Waxweiler        | Waxweiler        | Landgericht Trier       |                                         |
| Amtsgericht Wittlich         | Wittlich         | Landgericht Trier       | besteht                                 |
| Amtsgericht Barmen           | Barmen           | Landgericht Elberfeld   | 1938                                    |
| Amtsgericht Elberfeld        | Elberfeld        | Landgericht Elberfeld   |                                         |
| Amtsgericht Langenberg       | Langenberg       | Landgericht Elberfeld   |                                         |
| Amtsgericht Lennep           | Lennep           | Landgericht Elberfeld   |                                         |
| Amtsgericht Mettmann         | Mettmann         | Landgericht Elberfeld   |                                         |
| Amtsgericht Remscheid        | Remscheid        | Landgericht Elberfeld   |                                         |
| Amtsgericht Solingen         | Solingen         | Landgericht Elberfeld   |                                         |
| Amtsgericht Wermelskirchen   | Wermelskirchen   | Landgericht Elberfeld   |                                         |

Auf der rechten Rheinseite gehörten die Gerichte des ehemaligen Herzogtums Cleve nun zum Landgericht Duisburg im Bezirk des Oberlandesgerichts Hamm und die bisher dem Justizsenat Ehrenbreitstein unterstellten Landesteile kamen, verteilt auf die Landgerichtsbezirke Neuwied und Limburg, zum Oberlandesgericht Frankfurt am Main, immer noch wegen der Besonderheiten des „Rheinischen Rechts“, dessen Geltungsbereich im Oberlandesgerichtsbezirk Köln zusammengefasst blieb.
Im Einzelnen gehörten zum Oberlandesgericht Hamm die Amtsgerichte:
| Amtsgericht            | Sitz              | Landgericht          | Aufgelöst                            |
| ---------------------- | ----------------- | -------------------- | ------------------------------------ |
| Amtsgericht Dinslaken  | Dinslaken         | Landgericht Duisburg |                                      |
| Amtsgericht Duisburg   | Duisburg          | Landgericht Duisburg |                                      |
| Amtsgericht Emmerich   | Emmerich am Rhein | Landgericht Duisburg |                                      |
| Amtsgericht Mülheim    | Mülheim           | Landgericht Duisburg |                                      |
| Amtsgericht Oberhausen | Oberhausen        | Landgericht Duisburg |                                      |
| Amtsgericht Rees       | Rees              | Landgericht Duisburg |                                      |
| Amtsgericht Ruhrort    | Ruhrort           | Landgericht Duisburg | ab 1905 Amtsgericht Duisburg-Ruhrort |
| Amtsgericht Wesel      | Wesel             | Landgericht Duisburg |                                      |

Im Bezirk des Oberlandesgerichts Frankfurt am Main waren das die Amtsgerichte:
| Amtsgericht                 | Sitz            | Landgericht                     | Aufgelöst |
| --------------------------- | --------------- | ------------------------------- | --------- |
| Amtsgericht Braunfels       | Braunfels       | Landgericht Limburg an der Lahn |           |
| Amtsgericht Ehringshausen   | Ehringshausen   | Landgericht Limburg an der Lahn |           |
| Amtsgericht Wetzlar         | Wetzlar         | Landgericht Limburg an der Lahn |           |
| Amtsgericht Altenkirchen    | Altenkirchen    | Landgericht Neuwied             |           |
| Amtsgericht Asbach          | Asbach          | Landgericht Neuwied             |           |
| Amtsgericht Daaden          | Daaden          | Landgericht Neuwied             |           |
| Amtsgericht Dierdorf        | Dierdorf        | Landgericht Neuwied             |           |
| Amtsgericht Ehrenbreitstein | Ehrenbreitstein | Landgericht Neuwied             |           |
| Amtsgericht Kirchen         | Kirchen         | Landgericht Neuwied             |           |
| Amtsgericht Linz            | Linz            | Landgericht Neuwied             |           |
| Amtsgericht Neuwied         | Neuwied         | Landgericht Neuwied             |           |
| Amtsgericht Wallmenroth     | Wallmenroth     | Landgericht Neuwied             |           |
| Amtsgericht Wissen          | Wissen          | Landgericht Neuwied             |           |

Durch das Gesetz vom 2. Mai 1905 wurde zum 16. September 1906 das Oberlandesgericht Düsseldorf aus Teilen der Oberlandesgerichte Hamm und Köln gebildet. Zum gleichen Termin entstanden auch die beiden neuen Landgerichte Krefeld und Mönchengladbach.
Daneben wurden folgende Amtsgerichte neu gebildet:
| Amtsgericht           | Sitz      | Landgericht           | Gebildet                  | Aufgelöst |
| --------------------- | --------- | --------------------- | ------------------------- | --------- |
| Amtsgericht Kirn      | Kirn      | Landgericht Koblenz   | gebildet am 1. April 1892 |           |
| Amtsgericht Velbert   | Velbert   | Landgericht Wuppertal | gebildet am 1. April 1893 | Besteht   |
| Amtsgericht Ohligs    | Ohligs    | Landgericht Wuppertal | gebildet am 1. April 1895 | 1943/1944 |
| Amtsgericht Ronsdorf  | Ronsdorf  | Landgericht Wuppertal | gebildet am 1. April 1896 | 1932      |
| Amtsgericht Lechenich | Lechenich | Landgericht Köln      | gebildet am 1. Juli 1897  | 1983      |

### Rheinschifffahrtsgerichte
Rheinschifffahrtsgerichte waren
- Amtsgericht Bonn
- Amtsgericht Königswinter
- Amtsgericht Rheinberg
- Amtsgericht Xanten
- Amtsgericht Andernach
- Amtsgericht Boppard
- Amtsgericht Koblenz
- Amtsgericht St. Goar
- Amtsgericht Sinzig
- Amtsgericht Köln
- Amtsgericht Mühlheim am Rhein
- Amtsgericht Düsseldorf
- Amtsgericht Uerdingen

### Gewerbegerichte
Neben den Gewerbegerichten bestanden zwischen 1901 und 1927 drei Berggewerbegerichte:
- Berggewerbegericht Dortmund
- Berggewerbegericht Aachen
- Berggewerbegericht Krefeld

## Verwaltungsgerichtsbarkeit
Mit dem „Gesetz, betreffend die Verfassung der Verwaltungsgerichte und das Verwaltungsstreitverfahren“ (VGG) von 1875 und dem „Gesetz, betreffs die Zuständigkeiten der Verwaltungsbehörden und der Verwaltungsgerichtsbehörden“ (Kompetenzgesetz) vom 26. Juli 1876 wurde in Preußen eine Verwaltungsgerichtsbarkeit geschaffen. Diese Gesetze galten aber zunächst nur in den östlichen Provinzen. Erst im Laufe der zweiten Hälfte der 1880er erfolgte die Einführung auch in den westlichen Provinzen.
An der Spitze der Verwaltungsgerichtsbarkeit stand das Preußische Oberverwaltungsgericht. Auf Regierungsbezirksebene waren folgende Bezirksverwaltungsgerichte als zweite Instanz eingerichtet:
- Bezirksverwaltungsgericht Koblenz
- Bezirksverwaltungsgericht Düsseldorf Abt. I
- Bezirksverwaltungsgericht Düsseldorf Abt. II
- Bezirksverwaltungsgericht Köln
- Bezirksverwaltungsgericht Trier
- Bezirksverwaltungsgericht Aachen

Als erste Instanz dienten die Kreisverwaltungsgerichte, die in jedem Landkreis eingerichtet waren.

### Arbeitsgerichtsbarkeit
Mit dem Arbeitsgerichtsgesetz vom 23. Dezember 1926 wurden Arbeitsgerichte eingerichtet. In der Rheinprovinz wurden 1927 acht Landesarbeitsgerichte eingerichtet, die organisatorisch Teil der jeweiligen Landgerichte waren. Darunter wurden 38 selbstständige Arbeitsgerichte (davon eines im Bezirk des OLG Hamm, 18 beim OLG Düsseldorf, 17 beim OLG Köln und zwei beim OLG Frankfurt) als erste Instanz geschaffen.
| Arbeitsgericht | Landesarbeitsgericht            | OLG-Bezirk                   |
| -------------- | ------------------------------- | ---------------------------- |
|                | Landesarbeitsgericht Essen      | Oberlandesgericht Hamm       |
|                | Landesarbeitsgericht Düsseldorf | Oberlandesgericht Düsseldorf |
|                | Landesarbeitsgericht Duisburg   | Oberlandesgericht Düsseldorf |
|                | Landesarbeitsgericht Elberfeld  | Oberlandesgericht Düsseldorf |
|                | Landesarbeitsgericht Krefeld    | Oberlandesgericht Düsseldorf |
|                | Landesarbeitsgericht Aachen     | Oberlandesgericht Köln       |
|                | Landesarbeitsgericht Koblenz    | Oberlandesgericht Köln       |
|                | Landesarbeitsgericht Köln       | Oberlandesgericht Köln       |
|                | Landesarbeitsgericht Aachen     | Oberlandesgericht Köln       |

### Sonstige Gerichte
Gerichte im weiteren Sinne waren
- das Oberversicherungsamt und die Versicherungsämter
- ab 1919 die Militärversorgungsgerichte
- die Generalkommission für die Rheinprovinz Düsseldorf
- das Schiedsgericht des ritterbürtigen Rheinischen Adels in Düsseldorf
- die 102 Ortsgerichte im Bezirk des ehemaligen Justizsenates Ehrenbreitstein[44]
- Auflösungsämter für Familiengüter (1921[45] bis 1935)
  - Auflösungsamt für Familiengüter Köln (1921 bis 1935) (Aufgegangen im Auflösungsamt für Familiengüter Köln)
  - Auflösungsamt für Familiengüter Köln (1921 bis 1935) (Aufgegangen in den Fideikommisssenaten der Oberlandesgerichte)
- Wuchergerichte
- Während der Alliierten Rheinlandbesetzung wurden 1920 kurzzeitig im unbesetzten Teil der Rheinprovinz Außerordentliche Kriegsgerichte gebildet, die für Zivilpersonen zuständig waren.
  - Außerordentliches Kriegsgericht Düsseldorf
  - Außerordentliches Kriegsgericht Duisburg
  - Außerordentliches Kriegsgericht Elberfeld
  - Außerordentliches Kriegsgericht Essen
  - Außerordentliches Kriegsgericht Mülheim/Ruhr
  - Außerordentliches Kriegsgericht Wesel

Im Jahre 1921 wurden erneut diese Gerichte in Elberfeld, Wesel und Essen ins Leben gerufen.
- Kaufmannsgerichte
- Militärgerichte

## Nach 1933
Ab 1933 wurden die Länder gleichgeschaltet und das Justizwesen zentralisiert. Für die Gerichtsorganisation in dieser Zeit siehe die Liste deutscher Gerichte in der Zeit des Nationalsozialismus. Im Jahre 1947 wurde Preußen aufgelöst. Für die Gerichte der Nachfolgebundesstaaten siehe Gerichtsgliederungsgesetz und Liste der Gerichte des Landes Rheinland-Pfalz.